# 디지털 자산
디지털 자산(영어: digital asset)은 디지털 형태의 자산이다. 디지털 자산은 디지털 형식으로만 존재하며 뚜렷한 사용 권한 또는 사용 권한이 부여되는 모든 것이다. 해당 권리를 보유하지 않은 데이터는 자산으로 간주되지 않는다.
디지털 자산에는 현재 유통 중이거나 개인용 컴퓨터, 노트북, 휴대용 미디어 플레이어, 태블릿, 데이터 저장 장치, 통신 장치 및 디지털 자산을 운반할 수 있는 새로운 형식의 개념을 수용하기 위해 기술이 발전하면 존재하거나 존재하게 될 모든 장치를 아우른다. (디지털 자산이 위치한 물리적 장치의 소유권에 관계 없이)

## 종류
디지털 형태로 저장된 저작물과 암호화폐 같은 형태의 자산, 게임 재화 등이 있다. 디지털 자산 유형에는 소프트웨어, 사진, 로고, 일러스트레이션, 애니메이션, 시청각 미디어, 프리젠테이션, 스프레드시트, 디지털 그림, 워드 문서, 전자 메일, 웹사이트 및 기타 다양한 디지털 형식과 각각의 형식이 포함되지만 이에 국한되지는 않는다. 메타데이터. 디지털 미디어의 통로인 스마트폰과 같이 이러한 자산을 활용하는 장치의 수가 증가함에 따라 다양한 유형의 디지털 자산의 수가 기하급수적으로 증가하고 있다. 특정 유형의 암호화폐 및 대체 불가능한 토큰을 포함한 새로운 디지털 자산이 매일 생성된다.
인텔의 "인텔 개발자 포럼 2013" 프레젠테이션에서 인텔은 의학, 교육, 투표, 우정, 대화 및 평판과 관련된 몇 가지 새로운 유형의 디지털 자산을 언급했다.

## 디지털 자산 관리 시스템
디지털 자산 관리(Digital asset management system, DAM) 시스템은 디지털 자산을 관리, 저장, 수집, 구성 및 검색하기 위해 소프트웨어와 하드웨어 및 기타 서비스를 모두 통합하는 복잡한 구조를 나타낸다. 디지털 자산 관리 시스템을 통해 사용자는 필요할 때 콘텐츠를 찾아 사용할 수 있다.

## 디지털 자산 메타데이터
메타데이터는 다른 데이터에 대한 데이터이다. 모든 형태의 데이터 사양을 정의하는 구조화된 정보를 메타데이터라고 한다. 메타데이터는 두 엔터티 간의 주장된 관계이기도 하다.
사서 로르칸 뎀프시(Lorcan Dempsey)는 "메타데이터를 사용자(인간 또는 기계)가 환경에 잠재적으로 관심을 가질 만한 사물의 존재 또는 특성에 대한 완전한 사전 지식을 가질 필요를 제거하는 데이터로 생각하라"고 말한다.
처음에는 메타데이터라는 용어가 디지털 데이터에만 사용되었지만 요즘에는 메타데이터가 물리적 데이터와 디지털 데이터 모두에 적용될 수 있다.
카탈로그, 목록, 등록부 및 기타 유사한 표준화된 형태의 리소스 구성, 관리 및 검색에는 메타데이터가 포함되어 있다.
메타데이터는 참조하는 파일 내에 직접 저장하거나 DAM 시스템과 같은 다른 형태의 데이터 관리를 통해 독립적으로 저장하고 포함할 수 있다.
자산에 더 많은 메타데이터가 할당될수록, 특히 정보의 양이 늘어남에 따라 자산을 분류하기가 더 쉬워진다. 자산의 가치는 메타데이터가 많을수록 더 쉽게 접근할 수 있고, 관리하기 쉬우며, 더 복잡해진다.
구조화된 메타데이터는 OAI-PMH와 같은 개방형 프로토콜과 공유되어 추가 집계 및 처리가 가능하다. 따라서 기관 저장소와 같은 개방형 데이터 소스는 BASE, CORE 및 언페이월(Unpaywall)과 같은 수천만 개의 개방형 액세스 작업으로 구성된 대규모 데이터 세트 및 학술 검색 엔진을 형성하기 위해 집계되었다.

## 문제
법률이나 법적 선례가 부족하기 때문에 미국 및 기타 전 세계적으로 디지털 자산을 둘러싼 정부의 기존 통제 및 규제가 제한되어 있다.
액세스 및 전송 가능성과 관련된 많은 통제 문제는 개별 회사에서 관리한다. 이에 대한 몇 가지 결과에는 '소유자가 사망하면 자산은 어떻게 되는가? 어떻게 상속받을 수 있는가?'가 포함된다.
이 주제는 브루스 윌리스(Bruce Willis)가 최종 사용자 계약으로 인해 자신의 아이튠스 컬렉션을 자녀에게 물려줄 수 없다는 이유로 애플을 고소하려는 것으로 알려진 가짜 이야기에서 다루어졌다.
작곡가들이 더 많은 급여를 받을 수 있도록 돕기 위한 새로운 음악 라이선스 시스템을 만들기 위해 2018년 9월 미국 의회에서 음악 현대화 법안이 통과되었다.

## 같이 보기
- 암호자산
- 가상화폐
- 가상자산
- 암호화폐
- 디지털 권리 관리
- 디지털 자산 관리